# Ivan Bakanov
Pour les articles homonymes, voir Bakanov.
Ivan Hennadiïovytch Bakanov (en ukrainien : Іван Геннадійович Баканов), né le 2 mai 1975 à Kryvyï Rih (RSS d'Ukraine, URSS), est un homme politique et financier ukrainien.
De 2019 à 2022, il exerce la fonction de chef du service de sécurité d'Ukraine.

## Biographie
C'est un ami d'enfance du président ukrainien Volodymyr Zelensky,. Ils travaillent ensemble au Studio Kvartal 95. 
La nomination d'Ivan Bakanov au poste de chef du service de sécurité d'Ukraine, en août 2019, quelques mois après l’élection de Volodymyr Zelensky au poste de président, soulève, selon le magazine Marianne, beaucoup de critiques. En effet, avocat de formation, celui-ci n’a pas de compétence particulière pour diriger les services secrets du pays. L’agression militaire du pays par le voisin russe met à jour ses lacunes. 
Il est le chef du service de sécurité d'Ukraine jusqu'au 17 juillet 2022,. Selon le décret présidentiel, Bakanov a été démis pour avoir « négligé ses fonctions », ce qui a entraîné des pertes humaines et d'autres conséquences graves, selon le statut disciplinaire des forces armées ukrainiennes.

## Mandats
Il est le président du parti politique Serviteur du peuple de 2017 à 2019.